# Sargé-sur-Braye
Sargé-sur-Braye ist eine französische Gemeinde mit 956 Einwohnern (Stand 1. Januar 2022) im Département Loir-et-Cher in der Region Centre-Val de Loire. Der Ort liegt im Tal der Braye, an der Einmündung seines Nebenflusses Grenne.

## Geschichte
Zu Sargé-sur-Braye gehört das Château des Radrets mit den am vollständigsten erhaltenen Verteidigungsanlagen des Vendômois (16.–17. Jahrhundert). Das Château selbst stammt aus dem 15.–16. Jahrhundert. Es ist über eine kleine Brücke mit der Basse-cour, dem unteren Hof, verbunden, auf dem vor dem Bau des Château das Manoir de Tesnay stand, das erste bekannte Bauwerk an dieser Stelle.
Das Ensemble gehörte als Château de la Berruère (oder de la Bruère) bis ins 16. Jahrhundert hinein der gleichnamigen Familie, aus der vor allem Beatrix de la Berruère (1294–1348) bekannt ist, die Geliebte des Königs Philipp VI. von Frankreich (1293–1350). 1522 wurde die Burg an Jean d’Illiers verkauft. Dessen Nachkommen gaben der Anlage 1677 den neuen Namen. 1765 wurde die Burg von Anne Racine, einer Enkelin Jean Racines erworben.

### Bevölkerungsentwicklung
| Jahr | Einwohner |
| ---- | --------- |
| 1962 | 838       |
| 1968 | 991       |
| 1974 | 911       |
| 1982 | 974       |
| 1990 | 988       |
| 1999 | 974       |
| 2017 | 1041      |

## Verkehrsanbindung
Sargé-sur-Braye liegt an der D921 zwischen Mondoubleau und Savigny-sur-Braye.

## Sehenswürdigkeiten

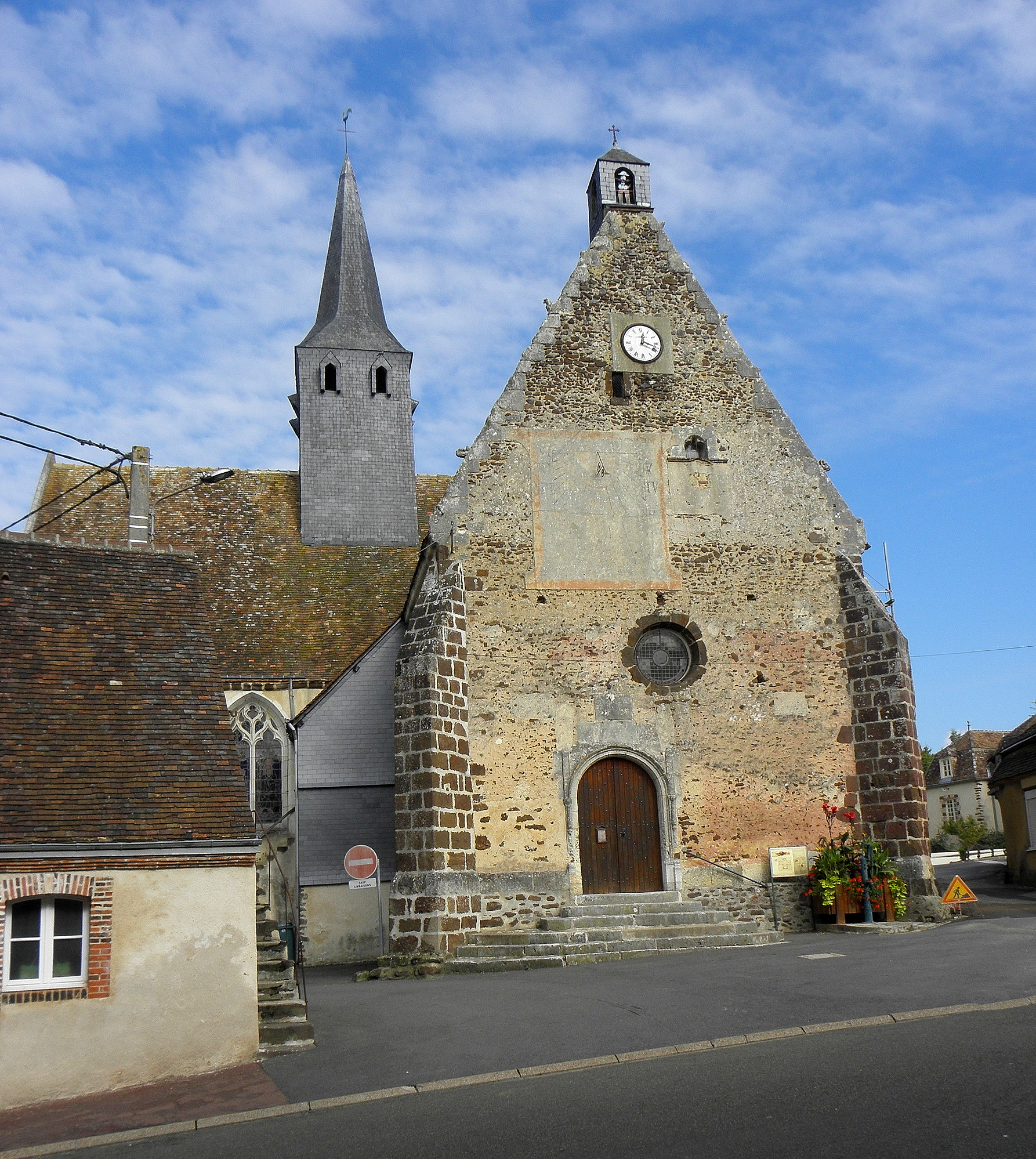
Kirche Saint-Cyr
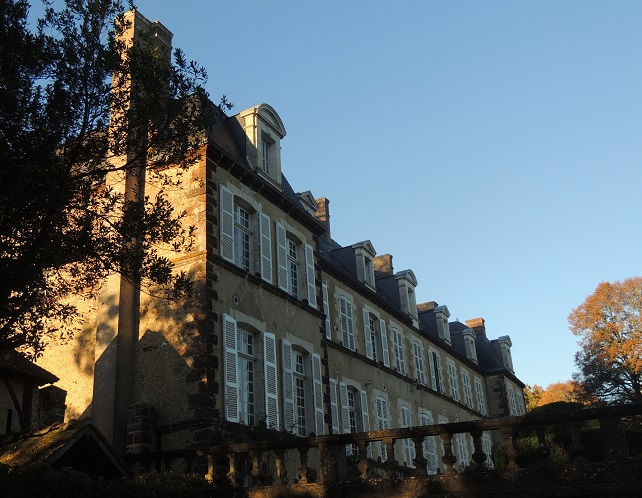
Château de Montmarin
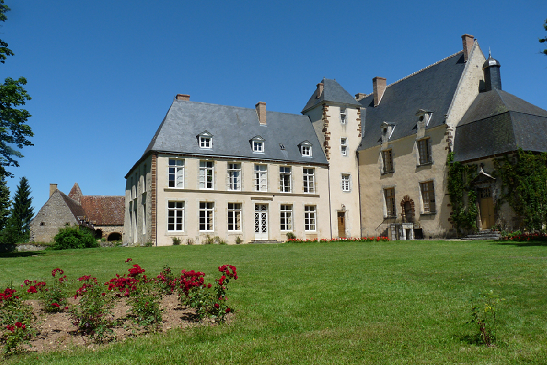
Château des Radrets
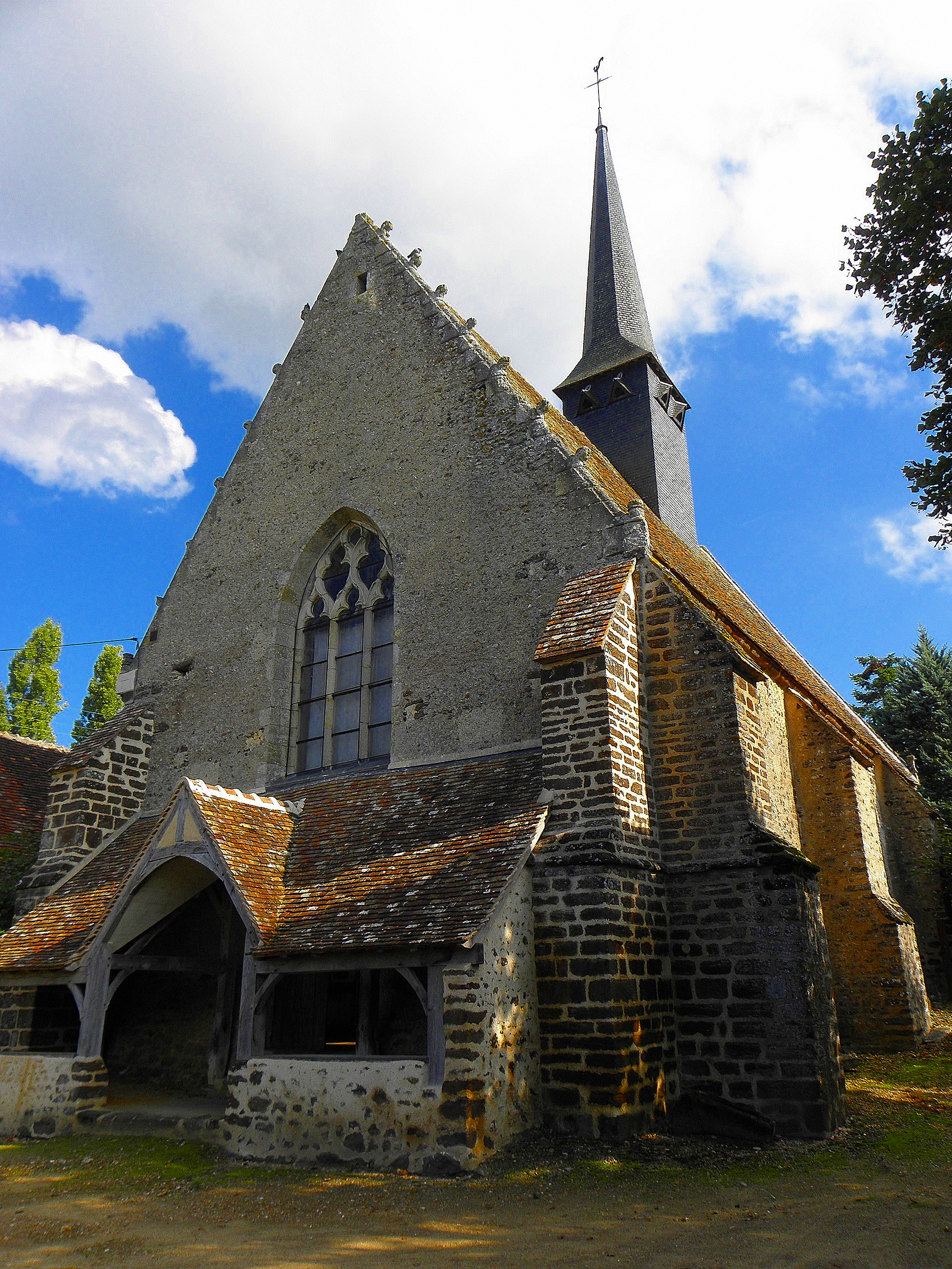
Kirche Saint-Martin

## Persönlichkeiten
- Raymond Huguet (1938–2022), Radrennfahrer